# Акариазы человека
Акариазы человека (лат. acariasis; др.-греч. ἄκαρι — «клещ» + суффикс -iasis — «болезненный процесс») — это общее название группы паразитарных заболеваний человека, вызванных клещами.
Акариазы относятся к группе арахнозов — болезней, вызываемых представителями класса паукообразных.

## История
В конце XVIII века возникла акарология — научная дисциплина изучающая клещей, которая получила бурное развитие благодаря работам таких учёных как Линней, Дюфур, Кох, Канестрини, Берлезе и многих других.
В 1901 году американский дерматолог Д. Ф. Шамберг впервые описал зерновую чесотку, возбудителем которой был пузатый клещ, обитающий в зерне, зерновых продуктах, хлопке, соломе и т.д.
В конце 1930-х годов паразитологи под научным руководством генерал-лейтенанта медицинской службы Е. Н. Павловского определили возбудителя клещевого энцефалита на Дальнем Востоке и в 1940 году разработали вакцину для защиты от этой болезни.
В 1972 году появилось предположение о роли акариазов в структуре случаев синдрома Кавасаки и синдрома внезапной детской смерти, который может быть вызван анафилаксией, развившейся в результате воздействия клещевых аллергенов.

## Этиология и эпидемиология
Возбудителями данных заболеваний являются клещи (Acari) — подкласс членистоногих из класса паукообразных (Arachnida). Самая многочисленная группа в классе: в настоящее время описано более 54 тысяч видов, включая 144 ископаемых. Такого расцвета клещи достигли в связи с тем, что в своём историческом развитии они приобрели микроскопически мелкие размеры, благодаря чему повсеместно распространились.
Наибольшее значение имеют представители надсемейства Acaroidea, Analgoidea и Glycyphagoidea.
Пути инфицирования разнообразны, но все же преобладает контактный способ заражения. Клещи домашней пыли и продукты их жизнедеятельности могут попасть в организм человека при вдыхании домашней пыли. Также возможно алиментарное заражение при употреблении в пищу контаминированных продуктов и воды.
Раздел зоологии, изучающий клещей, называется акарологией.

## Патогенез
Так как патогенез системных проявлений акариазов недостаточно изучен, то представление о патофизиологических изменениях организма человека при патогенном действии на него клещей, можно получить на примере Sarcoptes scabiei — возбудители чесотки.
Клиническая картина при чесотке обусловлена иммунно-аллергической реакцией организма хозяина на продукты жизнедеятельности клеща, поэтому вся симптоматика развивается только после сенсибилизации больного. Этим объясняется длительный бессимптомный период (до 4 недель), предшествующий появлению первых признаков заболевания, при первичном заражении. В случаях же повторного заражения реакция на возбудителя может развиться в течение суток. Развитием защитного иммунитета объясняется и трудность повторного заражения в эксперименте, а также тот факт, что при повторном заражении на теле больного обнаруживается значительное меньшее количество клещей.
Зуд при чесотке обусловлен в основном аллергической реакцией IV типа (гиперчувствительностью замедленного типа) на слюну, яйца и экскременты клещей. Расчесы, вызванные зудом, нередко ведут к присоединению бактериальной (Staphylococcus и Streptococcus) флоры с развитием пиодермии. Таким образом, сыпь при чесотке приобретает полиморфность.
При выраженном поражении клещами повышается уровень интерлейкина 4. У больных также наблюдается Th2-тип иммунного ответа, что связано с повышением у них сывороточных IgE и IgG в комбинации с эозинофилией. Однако этот выраженный гуморальный иммунный ответ не обладает значительным защитным действием. При чесотке более значим клеточный иммунный ответ, который изучен на гистологическом уровне: клещей окружает воспалительный инфильтрат, состоящий из эозинофилов, лимфоцитов, гистиоцитов и небольшого количества нейтрофилов. При длительном существовании инфильтрата формируется так называемая скабиозная лимфоплазия в форме узелков (нодулярная чесотка), инфильтраты которой становятся очень плотными и распределяются вокруг подкожных сосудов и в жировой клетчатке, напоминая элементы при лимфоме или псевдолимфоме.

## Клиническая картина
При чесотке характерным, но не обязательным, клиническим симптомом являются кожный зуд, усиливающийся в вечернее время. На коже формируется эритематозная папуловезикулезная сыпь. Расчесы, вызванные зудом, нередко ведут к присоединению бактериальной (кокковой) флоры с развитием пиодермии. Патогномоничным признаком является наличие чесоточных ходов которые становятся видимыми через несколько дней при формировании перитонеальной реакции организма хозяина.
Первичная сыпь представлена мелкими эритематозными папулами, которые могут быть рассеянными или множественными, сливными. Со временем папулы могут преобразовываться в везикулярную, редко буллезную сыпь. Выраженность сыпи не коррелирует с количеством паразитов, а обусловлена аллергической реакцией на продукты их жизнедеятельности.
Сыпь распределяется чаще всего (в порядке убывания) в межпальцевых промежутках кистей, на сгибательной стороне запястий, у мужчин быстро переходит с кистей на пенис, мошонку и другие части тела.
Наличие зуда, первичной сыпи и чесоточных ходов является основным клиническим симптомокомплексом типичной формы чесотки.
Клиническая картина при демодекозе характеризуется аллергизацией организма, развитием розовых угрей на лице, себорей; развивается специфическое поражение глаз — офтальмодемодекоз. Часто следствием демодекоза бывает воспалительное кожное заболевание ринофима.
При офтальмоакариазе возбудитель вызывает токсико-аллергическое поражение конъюнктивы, роговицы и других структур глаза. Может быть скудное слизистое отделяемое из конъюнктивальной полости, лёгкая гиперемия и шероховатость конъюнктивы век, разрыхлённость нижних переходных складок, слабая фолликулярная или папиллярная гипертрофия, инфаркты и конкременты мейбомиевых желез. Редко наблюдается демодекозный эписклерит. В результате нарушения секреторной функции мейбомиевых желёз уменьшается липидный слой прекорнеальной слёзной плёнки, усиливается её испаряемость, что ведёт к развитию синдрома сухого глаза, при котором преобладают трофические нарушения в поверхностных слоях роговицы, происходит снижение её чувствительности. Иногда одновременно с этим в процесс вовлекается и сосудистая оболочка.
При отоакариазе вызванного Sancassania berlesei, у больного наблюдаются жалобы на чувство инородного тела в наружном слуховом проходе, зуд и оталгию.
Клинические проявления акариаза лёгких — кашель, кровохарканье, боль в груди, астма, одышка, эозинофилия, мокрота с кровью. Клещей обнаруживают в слюне и мокроте больного. Болезнь также характеризуется чиханьем, першением в горле, часто рецидивирующими простудными заболеваниями и повторными пневмониями.
Акароидные клещи могут вызывать острые и хронические бронхиты и бронхопневмонии.
При уринарном акариазе — клещи в мочеполовой системе повреждают эпителий стенок уретры, а также могут внедряться в мелкие кровеносные сосуды мочевыводящих путей. А клещи рода Histiogaster из семейства Acaridae способны вызвать цистит.
Известны случаи, когда яйца клещей, найденных в моче, были приняты за яйца Schistosoma haematobium.
При кишечном акариазе основным клиническим симптомом является боль в брюшной полости и диарея.
Возбудители внедряются либо раздражают хелицерами, гнатосомой или конечностями слизистую и мышечную оболочки кишечника. Клещи и продукты их метаболизма могут отвечать за аллергические реакции проходящие в пищеварительной системы. Возможно появление гноя и крови в экскрементах, ощущение жжения в анусе, астма и общее недомогание.
При клещевой сенсибилизации основным клиническим признаком аллергии дыхательных путей является аллергический ринит и бронхиальная астма. По мимо этого мелкие фрагменты клещей (от 10 до 40 микрон) и продукты их жизнедеятельности (особенно, фекальные частицы) могут вызывать респираторные аллергозы, аллергический конъюнктивит, отёк Квинке и аллергический дерматит.

## Диагностика
При лабораторных методах исследования главным доказательством наличия акариаза служит обнаружение клещей в биологических жидкостях организма (мокроте, моче, кале, отделяемом глаз, ушей и влагалищном секрете) методом микроскопии, также используются иммунологические и серологические методы диагностики и бактериоскопия.
Косвенными доказательствами служат наличие лейкоцитоза и эозинофилии в общем, а также редкое увеличение АЛТ и АСТ в биохимическом анализе крови.

## Лечение
Лечение данной группы заболеваний наиболее изучено на примере акародерматитов. В основе лечения всех форм акариазов лежит принцип полной эрадикации паразитов.
Терапия акародерматитов начинается с изоляции больных в стационаре и тщательном соблюдении ими личной гигиены.
Лечение больных с чесоткой направлено в первую очередь на уничтожение возбудителя болезни акарицидными препаратами — скабицидами. Но в разных странах мира принципы лечения и выбор препаратов различны, из-за малочисленных исследований доказательной клинической эффективности скабицидных препаратов.
Так, в США, Великобритании и Австралии в большинстве случаев применяется крем с 5 % перметрином. В развивающихся странах и в России основным средством является водно-мыльная суспензия или мазь бензилбензоата (10 % или 25 %, в РФ 20 %). В последние годы большое распространение в России получил препарат Спрегаль. В значительно меньшей степени в мире используются моносульфирам (25 %), малатион (5 %), линдан (0,3-1 %), кротамитон (10 %). В беднейших странах до сих пор применяется серная мазь. Новейшим препаратом для лечения эктопаразитов стал ивермектин. При присоединение бактериальной флоры назначают антибактериальные препараты. Также местно используют мази с противозудным эффектом.
В Российской Федерации в соответствии с национальными санитарно-эпидемиологическими правилами и нормативами все члены семьи заболевшего чесоткой живущие с больным в одном помещении подлежат профилактическому лечению. Если в трудовом коллективе одновременно зарегистрировано более трех случаев чесотки, профилактическое лечение проводят всему коллективу. Дети до школьного и школьного возраста не допускаются в школы и детсады на период лечения.

## Профилактика
Основными профилактическими мерами противодействия заражению акариазами являются ранняя диагностика, изоляция и лечение больных.
Для этого применяют акарициды, инсектициды, репелленты и другие средства защиты от членистоногих. Производят уничтожение переносчиков клещей — дератизацию и дезинсекцию окружающей среды. Ведут фитосанитарный и ветеринарный контроль. Проводят вакцинацию от передаваемых клещами инфекций, например от клещевого энцефалита.
С целью профилактики клещевой сенсибилизации рекомендуется проводить влажную уборку с обработкой книг, ковров, мягких игрушек и других вещей, являющихся зонами скопления пыли и живущих в ней клещей, а также использование респираторов при работе в условиях запыленности.
При чесотке объём профилактических мероприятий определяется в зависимости от эпидемиологической ситуации. Если происходит обнаружение очага заболевания, то экстренно предупреждается санитарно-эпидемиологическая станция по месту жительства больного. Больных из одного очага лечат совместно с целью профилактики повторного заражения. Всем лицам контактировавшим с зараженными проводят однократную профилактическую обработку кожных покровов противоклещевыми препаратами.
Вопреки распространенному заблуждению чесотка не связана с низким уровнем гигиены. Даже при ежедневном приеме душа или ванны количество клещей и вероятность заражения ими не снижаются.
После лечения рекомендуется обработать все вещи и предметы больного специальными спреями, белье же стирают в горячей воде с дезинфицирующими средствами.